# Ермолаев, Валерий Леонидович
Валерий Леонидович Ермолаев — российский учёный в области спектроскопии, люминесценции и фотохимии, доктор физико-математических наук (1970), профессор (1978).
Родился в 1930 г.
Окончил Ленинградский университет (1952).
С 1949 г. работал в Государственном оптическом институте, начальник лаборатории фотохимии (1967), начальник отдела спектроскопии (1981), начальник отдела гражданского приборостроения (1987), начальник лаборатории фотохимии и люминесценции (1994).
По совместительству — профессор кафедры физической оптики и спектроскопии и кафедры оптоинформационных технологий и материалов ЛГУ.
В 1952 г. совместно с академиком А. Н. Терениным открыл явление триплет-триплетного переноса энергии, которые было зарегистрировано в 1971 году как научное открытие.
В 1962 году обнаружил синглет-триплетный перенос энергии.
Вместе с учениками (в том числе с доктором физико-математических наук Е. Б. Свешниковой) написал цикл работ по исследованию путей и механизма безызлучательных переходов в молекулах и ионах металлов, в которых предложил индуктивно-резонансную теорию безызлучательных переходов.
Диссертации:
- Сенсибилизованная фосфоресценция органических соединений при низкой температуре : диссертация … кандидата физико-математических наук : 01.00.00. — Ленинград, 1958. — 212 с. : ил.
- Безызлучательный перенос энергии с участием триплетного (метастабильного) состояния органических молекул : диссертация … доктора физико-математических наук : 01.00.00. — Ленинград, 1969. — 425 с. : ил.

Автор (соавтор) 150 статей в научных журналах, двух монографий (1977, 1986) и 9 обзоров.
Научные интересы:
- молекулярная спектроскопия поверхности;
- спектроскопия нарушенного полного внутреннего отражения (НПВО);
- оптические свойства материалов и покрытий.

Награждён орденом «Знак Почёта» (1977).
Сочинения:
- В. Л. Ермолаев, Е. Н. Бодунов, Е. Б. Свешникова, Т. А. Шахвердов. «Безызлучательный перенос энергии электронного возбуждения» — Л.: Наука, 1977. — 238 с.
- А. А. Каминский, Л. К. Аминов, В. Л. Ермолаев и др. «Физика и спектроскопия лазерных кристаллов» Наука, М. 1986. — 272 с.
- В. Л. Ермолаев, Е. Б. Свешникова, Применение люминесцентно-кинетических методов для изучения комплексообразования ионов лантаноидов в растворе // Успехи химии, 1994, Т.63, № 11, С.962-980.
- В. Л. Ермолаев, Е. Б. Свешникова, Е. Н. Бодунов. Индуктивно-резонансная теория безызлучательных переходов в конденсированной фазе // Успехи физических наук, 1996, Т.166, № 3, С.279-302.
- В. Л. Ермолаев. Сверхбыстрые безызлучательные переходы между высоковозбужденными состояниями в молекулах органических соединений // Успехи химии, 2001, T.70, № 6, C.539-561.